# Idusa dieuzeidei
Idusa dieuzeidei là một loài chân đều trong họ Cymothoidae. Loài này được Dollfus miêu tả khoa học năm 1950.